# (32397) 2000 QL214
2000 QL214 (asteroide 32397) é um asteroide troiano de Júpiter. Possui uma excentricidade de 0.00883150 e uma inclinação de 5.59229º.
Este asteroide foi descoberto no dia 31 de agosto de 2000 por LINEAR em Socorro.